# Trichoridia ochraceorufida
Trichoridia ochraceorufida là một loài bướm đêm trong họ Noctuidae.